# Uomo di fumo
Uomo di fumo è un film del 2023 diretto da Giovanni Soldati, con la sceneggiatura di Giacomo Scarpelli e Marco Tiberi (1973-2024).

## Trama
Silvia è una ragazza di 22 anni che non ha mai conosciuto suo padre. Determinata a indagare per capire chi possa essere, finisce con il fare ricerche sulla sua stessa vita.
Questo momento sarà decisivo per lei, perché le permetterà di crescere ed entrare nel mondo degli adulti, al quale appartengono già: la nonna Rossella, che, crescendola da sola, l'ha protetta per diversi anni dalle scomode verità; il suo amico Luca, studente di giurisprudenza appassionato di casi di cronaca nera.

## Produzione
Le riprese del film sono iniziate il 6 ottobre 2020 e hanno avuto una durata complessiva di cinque settimane. Tra le location principali vi sono Roma, Latina, San Felice Circeo, Pontinia e Sabaudia.

## Distribuzione
Il film è stato distribuito nelle sale italiane da Rai Cinema il 30 marzo 2023.